# Euscyrtodes vietnamensis
Euscyrtodes vietnamensis är en insektsart som beskrevs av Andrej Vasiljevitj Gorochov 1988. Euscyrtodes vietnamensis ingår i släktet Euscyrtodes och familjen syrsor. Inga underarter finns listade i Catalogue of Life.